# Đoàn Tuấn Hòa
Đoàn Tuấn Hòa  (1622-?) có sách chép tên là  Nguyễn Tuấn Hòa ., người xã Cự Đồng huyện Siêu Loại (nay là thôn Đồng Đông thuộc xã Đại Đồng Thành, thị xã Thuận Thành tỉnh Bắc Ninh); Hiện nay, tại đình làng Đồng Đông hiện còn lưu giữ tấm bia đá Hậu kị bi ký/ Mai bảng tiêu phương dựng năm Thành Thái Canh Tý 1900; Do dòng chảy sông Đuống (Thiên Đức) thay đổi nên nơi sinh của ông hiện nay thuộc xã Chi Nê huyện Tiên Du ( nay thuộc xã Tân Chi, huyện Tiên Du, tỉnh Bắc Ninh).
Năm 55 tuổi, ông đỗ Đệ tam giáp đồng tiến sĩ xuất thân (tên đứng thứ 10) khoa Bính Thìn, niên hiệu Vĩnh Trị 1 (1676) đời Lê Hy Tông . Ông làm quan đến chức Hữu thị lang bộ Binh (tương đương thứ trưởng bộ Quốc Phòng), tước Nam. Do quản lý binh lính sai luật, bị biếm xuống bộ Hộ (tương đương với Bộ Tài chính, Bộ Kế hoạch Đầu tư, Bộ Công Thương và Bộ Nông nghiệp). Sau này, ông được tin dùng lại, thăng lên chức Tự khanh (tam phẩm), tước Tử, năm 75 tuổi về chí sỹ.
Sách "Liệt Huyện Đăng Khoa Bị Khảo 列县登科备考" chép: ông làm Đốc trấn Cao Bằng, đến châu Lộc Bình của người Thanh, đàm đạo về biên giới, thăng Hữu thị lang bộ Binh, nhập thị bồi tụng, 75 tuổi về trí sỹ. Sách Đại Nam nhất thống chí chép: Đoàn Tuấn Hòa... lấy chức Tham sự cầm binh đánh họ Mạc ở Cao Bằng, bình định được 4 châu là Thượng Lang, Hạ Lang, Thạch Lâm, Quảng Uyên. Lưu lại ở Cao Bằng làm Tham đốc. Sau đổi tên là Tuấn Khoa. Đời Chính Hòa làm Đốc đồng Cao Bằng. Năm Chính Hòa thứ 10 (1689) ông đến châu Lộc Bình, Lạng Sơn hợp đồng với phái bộ nước Thanh định lại biên giới đòi lại được đất thôn Na Oa và 7 thôn trước kia thuộc châu Tư Long nước Thanh, lập mốc làm tiêu chí, sau thăng Hữu thị lang bộ Hộ ( tương đương thứ trưởng).